# Židovský hřbitov v Českém Krumlově
Židovský hřbitov se nachází ve východní části města Český Krumlov v těsném sousedství městského hřbitova ve Hřbitovní ulici.

## Historie a popis
Hřbitov byl založen v roce 1891, k čemuž významně přispěl Ignaz Spiro, zakladatel větřínských papíren, jenž byl také autorem myšlenky na výstavbu synagogy. Spirova rodina má na hřbitově hrobku a samotnému Ignazi byla uvnitř obřadní síně na památku připevněna děkovná deska.

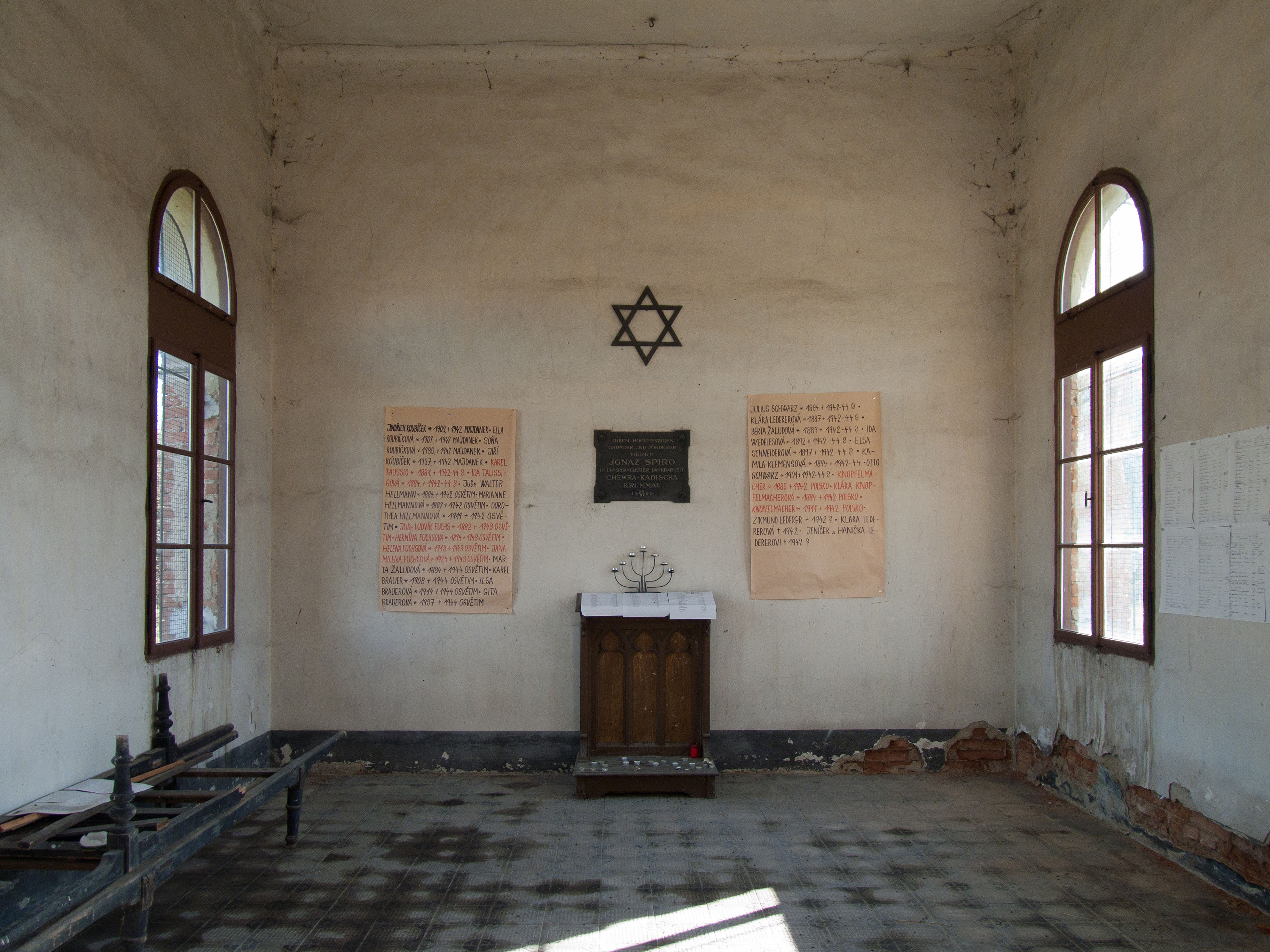
Interiér hřbitovní budovy

V interiéru síně se zachoval pouze čtecí pult, zbytky černých pohřebních már a originální dlaždicová podlaha. Místnost je osvětlena přes šest vysokých oken s typickým horním obloukem. Uvnitř jsou umístěny seznamy obětí nacismu, příklad úmrtního zápisu o některých z nich, výstřižky z novin s židovskou tematikou nebo například kopie deníkového záznamu Jiřího Ortena o zákazech týkajících se židovské komunity za protektorátu. Na jižní zdi síně je vložena pamětní deska MUDr. Juliu Loriovi.
Plocha hřbitova je 2 546 m2 a je ohraničena vysokou udržovanou zdí. Jediná vstupní brána s Davidovou hvězdou v severní části hřbitova se zamyká, prohlídku však lze domluvit přes městské infocentrum. Hrobky se nacházejí především v jihozápadní části hřbitova, zatímco jeho velká část na severozápadě areálu je víceméně nevyužitá a osázená jen několika stromy a keři. Pravidelné pohřby se zde konaly do roku 1938, přičemž poslední urna (s popelem Petera Ignaze Spira) zde byla uložena v roce 1967. Po 2. světové válce hřbitov pustl, ve hřbitovní budově se skladovalo seno a v areálu se dokonce pásli koně. Až deset let po změně politického režimu začal být hřbitov rekonstruován - prováděly se zahradnické práce, opravy hřbitovních zdí a přesuny náhrobků na jejich místa.
Celkově je zde pohřbeno ve 114 hrobech 141 osob, jež pocházely nejen z Krumlova, ale také z minimálně patnácti dalších vsí a měst v okolí. Posledním pohřbeným byl roku 1993 Dr. Ing. František Herbert Žalud.

## Reference

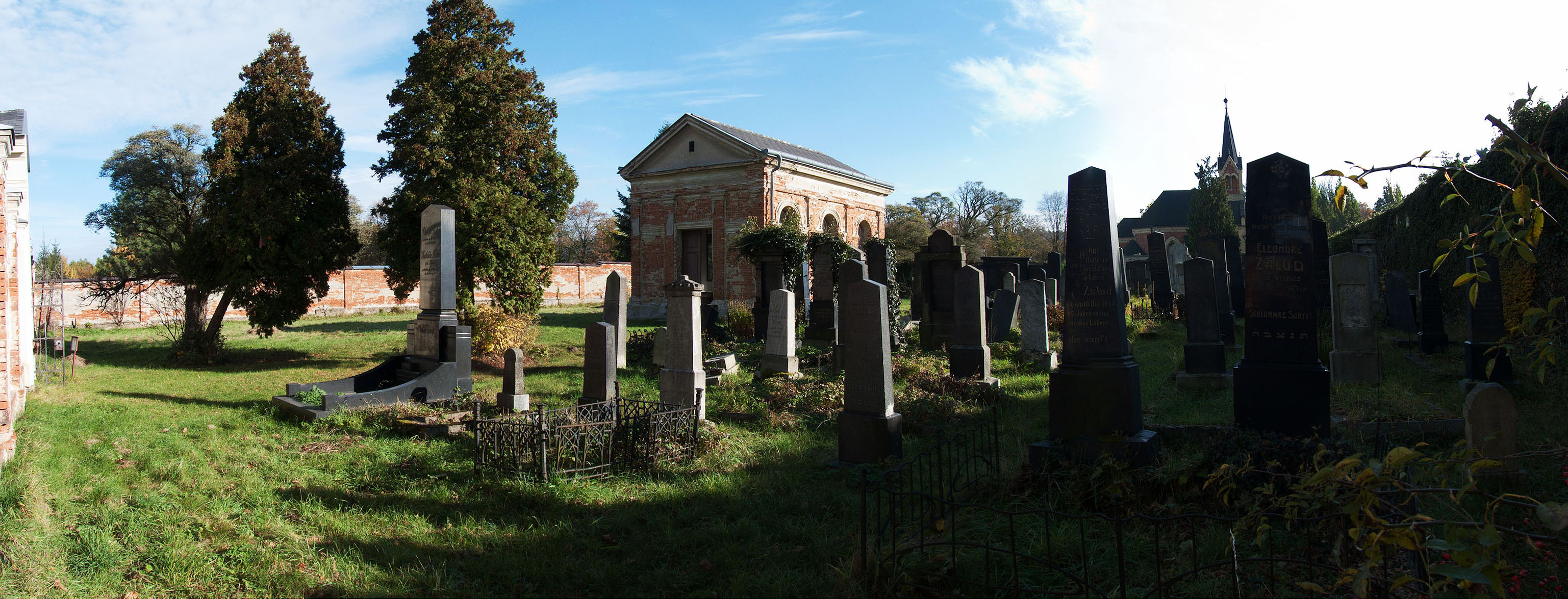
Pohled na areál od severozápadu